# Lancer du poids masculin aux championnats du monde d'athlétisme 2007
Navigation
Helsinki 2005 Berlin 2009
L'épreuve du lancer du poids masculin des championnats du monde d'athlétisme 2007 s'est déroulée les 25 et 26 août 2007 dans le stade Nagai d'Osaka au Japon. Elle est remportée par l'Américain Reese Hoffa.
40 athlètes étaient inscrits. Ils ont participé à des qualifications le matin du 25 août.

## Records
| Record du monde            | 23,12 m | Randy Barnes             | États-Unis         | 20 mai 1990     | Westwood          |
| Record des championnats    | 22,23 m | Werner Günthör           | Suisse             | 29 août 1987    | Rome              |
| Meilleure performance 2007 | 22,43 m | Reese Hoffa              | États-Unis         | 3 août 2007     | Londres           |
| Record d'Afrique           | 21,97 m | Janus Robberts           | Afrique du Sud     | 2 juin 2001     | Eugene            |
| Record d'Asie              | 20,61 m | Sultan Mubarak Al-Hebshi | Arabie saoudite    | 5 juillet 2007  | Donetsk           |
| Record d'Amérique du Nord  | 23,12 m | Randy Barnes             | États-Unis         | 20 mai 1990     | Westwood          |
| Record d'Amérique du Sud   | 21,14 m | Marco Antonio Verni      | Chili              | 29 juillet 2004 | Santiago du Chili |
| Record d'Europe            | 23,06 m | Ulf Timmermann           | Allemagne de l'Est | 22 mai 1988     | Hanía             |
| Record d'Océanie           | 20,96 m | Justin Anlezark          | Australie          | 5 avril 2003    | Brisbane          |

## Médaillés
| Or          | Argent      | Bronze       |
| Reese Hoffa | Adam Nelson | Rutger Smith |

## Résultats

### Finale (25 août)
| Rang               | Athlète           | Pays        | Essais  | Essais  | Essais  | Essais  | Essais  | Essais  | Marque  | Notes |
| Rang               | Athlète           | Pays        | 1       | 2       | 3       | 4       | 5       | 6       | Marque  | Notes |
| ------------------ | ----------------- | ----------- | ------- | ------- | ------- | ------- | ------- | ------- | ------- | ----- |
| Médaille d'or      | Reese Hoffa       | États-Unis  | 21,81 m | 21,64 m | 22,04 m | x       | 21,92 m | 21,58 m | 22,04 m |       |
| Médaille d'argent  | Adam Nelson       | États-Unis  | 21,47 m | 21,61 m | x       | x       | x       | x       | 21,61 m | SB    |
| Médaille de bronze | Rutger Smith      | Pays-Bas    | 20,90 m | 21,13 m | 20,90 m | x       | x       | x       | 21,13 m |       |
| 4                  | Tomasz Majewski   | Pologne     | 20,35 m | x       | 20,37 m | 20,41 m | 20,07 m | 20,87 m | 20,87 m | PB    |
| 5                  | Miroslav Vodovnik | Slovénie    | 19,85 m | 20,42 m | x       | 20,67 m | 20,25 m | x       | 20,67 m | SB    |
| 6                  | Ralf Bartels      | Allemagne   | 20,02 m | 20,34 m | x       | 20,40 m | 20,45 m | 20,09 m | 20,45 m |       |
| 7                  | Yury Bialou       | Biélorussie | 20,34 m | x       | x       | x       | x       | 20,34 m | 20,34 m |       |
| 8                  | Dylan Armstrong   | Canada      | 20,22 m | 20,23 m | 19,94 m |         |         |         | 20,23 m |       |
| 9                  | Pavel Sofin       | Russie      | 19,62 m | x       | x       |         |         |         | 19,62 m |       |
| 10                 | Joachim Olsen     | Danemark    | x       | x       | x       |         |         |         | NM      |       |
| 11                 | Dorian Scott      | Jamaïque    | x       | x       | x       |         |         |         | NM      |       |
| DQ                 | Andrei Mikhnevich | Biélorussie | 19,97 m | 21,27 m | 20,88 m | 20,75 m | 20,61 m | x       | 21,27 m | SB    |

### Qualifications (25 août)
Deux groupes de 20 lanceurs ont été formés. La limite de qualifications était fixée à 20,20 m ou au minimum les 12 meilleurs lancers.
| Rang | Pays               | Athlète                       | Distance  |
| ---- | ------------------ | ----------------------------- | --------- |
| 1    | États-Unis         | Adam Nelson                   | 20,81 m Q |
| 2    | Danemark           | Joachim Olsen                 | 20,62 m Q |
| 3    | Biélorussie        | Yury Bialou                   | 20,26 m Q |
| 4    | Pologne            | Tomasz Majewski               | 20,25 m Q |
| 5    | Jamaïque           | Dorian Scott                  | 20,01 m q |
| 6    | Russie             | Anton Luboslavskiy            | 19,91 m   |
| 7    | France             | Yves Niaré                    | 19,62 m   |
| 8    | Slovaquie          | Milan Haborák                 | 19,55 m   |
| 9    | Finlande           | Mika Vasara                   | 19,55 m   |
| 10   | Biélorussie        | Pavel Lyzhyn                  | 19,45 m   |
| 11   | Inde               | Navpreet Singh                | 19,35 m   |
| 12   | Arabie saoudite    | Sultan Abdulmajeed Al-Habashi | 19,20 m   |
| 13   | Argentine          | Germán Lauro                  | 19,19 m   |
| 14   | Chili              | Marco Verni                   | 18,68 m   |
| 15   | États-Unis         | Noah Bryant                   | 18,58 m   |
| 16   | Tchéquie           | Antonin Žalský                | 18,50 m   |
| 17   | Moldavie           | Ivan Emilianov                | 18,47 m   |
|      | Allemagne          | Peter Sack                    | NM        |
|      | Bosnie-Herzégovine | Hamza Alić                    | NM        |
|      | Serbie             | Dragan Peric                  | DNS       |

| Rang | Pays           | Athlète                  | Distance  |
| ---- | -------------- | ------------------------ | --------- |
| 1    | Pays-Bas       | Rutger Smith             | 21,04 m Q |
| 2    | États-Unis     | Reese Hoffa              | 20,89 m Q |
| 3    | Allemagne      | Ralf Bartels             | 20,33 m Q |
| 4    | Biélorussie    | Andrei Mikhnevich        | 20,23 m Q |
| 5    | Canada         | Dylan Armstrong          | 20,07 m q |
| 6    | Slovénie       | Miran Vodovnik           | 19,97 m q |
| 7    | Russie         | Pavel Sofin              | 19,92 m q |
| 8    | Australie      | Scott Martin             | 19,81 m   |
| 9    | Slovaquie      | Mikuláš Konopka          | 19,63 m   |
| 10   | Tchéquie       | Petr Stehlík             | 19,51 m   |
| 11   | Finlande       | Robert Häggblom          | 19,29 m   |
| 12   | Lettonie       | Maris Urtans             | 19,17 m   |
| 13   | Qatar          | Khalid Habash Al-Suwaidi | 19,09 m   |
| 14   | Croatie        | Nedzad Mulabegovic       | 18,69 m   |
| 15   | Serbie         | Milan Jotanovic          | 18,57 m   |
| 16   | Taipei chinois | Ming Huang Chang         | 18,53 m   |
| 17   | États-Unis     | Daniel Taylor            | 18,45 m   |
| 18   | Japon          | Satoshi Hatase           | 17,71 m   |
| 19   | Hongrie        | Lajos Kürthy             | 17,56 m   |
|      | Espagne        | Manuel Martínez          | NM        |